# 黒笹山手
黒笹山手（くろざさやまて）は、愛知県みよし市の町名。郵便番号は470-0218（集配局:三好郵便局）。

## 地理
みよし市北西部に位置し、東は黒笹町・福谷町、西は東郷町大字諸輪、南は根浦町一丁目・五丁目に接する。

## 世帯数と人口
2024年（令和6年）9月1日現在の世帯数と人口は以下の通りである。
| 町丁     | 世帯数  | 人口  |
| -------- | ------- | ----- |
| 黒笹山手 | 275世帯 | 845人 |

## 学区
市立小・中学校に通う場合、学区は以下の通りとなる。
| 地域 | 小学校               | 中学校                 |
| ---- | -------------------- | ---------------------- |
| 全域 | みよし市立黒笹小学校 | みよし市立三好丘中学校 |

## 歴史
当地はかつて愛知大学名古屋キャンパスの敷地として利用されていたが、移転のため2012年3月をもって閉鎖され、施設はすべて解体された。その跡地に分譲住宅地として開発された。

### 沿革
- 2020年（令和2年）7月1日 - 黒笹町（清水・野田兼）・福谷町（根浦・定壱貫）の各一部より、黒笹山手が成立[6]。